# Amarte es un placer tour
Amarte es Un placer tour (français : Tournée T'aimer est un plaisir) était une tournée de concerts de Luis Miguel pour promouvoir son album Amarte es un placer. Cette tournée a duré huit mois et a traversé le Mexique, les États-Unis, l'Argentine, le Chili, l'Uruguay, le Venezuela, le Brésil et l'Espagne entre 1999 et 2000. Ce fut la tournée la plus importante jamais réalisée par un artiste hispanophone, ainsi que la plus longue. La tournée a consisté en 99 concerts, et a été suivie par environ 1,5 million de fans. Ces deux records ont été battus par une autre tournée du même artiste, la Mexico en la piel tour (en) (français : Tournée Le Mexique dans la peau).

## Contexte
Pour promouvoir Amarte es un placer, Luis Miguel a commencé sa tournée le 9 septembre 1999 à Gijón, en Espagne. À Madrid, il a donné trois spectacles à guichets fermés et a passé un mois en tournée en Espagne. Ses représentations à Madrid, Barcelone, Séville, Ténérife et Marbella ont été parmi les plus importantes de l'année 1999. Miguel a ensuite effectué une tournée en Amérique du Sud, où il s'est produit en Argentine, au Brésil, au Chili, en Uruguay et au Venezuela,. En Argentine, il a attiré plus de 50 000 spectateurs par spectacle lors de ses trois concerts à Buenos Aires, et plus de 101 800 spectateurs ont assisté à ses cinq spectacles au Chili, le plus grand public de l'année pour un artiste,. La première partie de la tournée s'est terminée le 11 décembre 1999 à Maracaibo, au Venezuela. Un concert était prévu à la San Jose Arena en Californie pour la veille du Nouvel An, mais il a été annulé parce que les recettes brutes ne correspondaient pas aux besoins de Miguel.
Miguel a entamé la deuxième partie de sa tournée au Centennial Garden de Bakersfield, en Californie, le 1er février 2000,. Deux jours plus tard, il se produit à l'Amphithéâtre Universal de Los Angeles, en Californie, pendant cinq nuits consécutives, attirant plus de 24 000 spectateurs. Le même mois, il a donné quatre spectacles au Radio City Music Hall de New York et a réalisé un chiffre d'affaires de 1,4 million de dollars. Il s'est également produit à Minneapolis le 12 février et à Fairfax le 14 février,. Après ses concerts au Radio City Music Hall, Miguel a donné 21 spectacles consécutifs à l'Auditorium national de Mexico à partir du 24 février, battant ainsi le précédent record de vingt établi par le groupe mexicain Timbiriche et établissant le record du plus grand nombre de spectateurs avec un total de 255 000 spectateurs, un autre record pour l'artiste. Miguel a repris sa tournée aux États-Unis le 24 mars 2000, se produisant dans plusieurs villes dont Miami, Chicago, Atlantic City et Houston. Il a ensuite présenté cinq spectacles à Monterrey, au Mexique, du 13 au 17 avril 2000,, et après quelques représentations supplémentaires aux États-Unis, a terminé la tournée à San Diego le 6 mai 2000,. Miguel a effectué la 23e tournée la plus lucrative du pays avec plus de 15,7 millions de dollars gagnés grâce à ses 44 spectacles aux États-Unis. La tournée a été reconnue par la William Morris Agency comme la tournée la plus lucrative d'un artiste hispanophone. Miguel était accompagné d'un groupe de treize musiciens pendant sa tournée, dont des cors, des claviers, des guitares et trois choristes féminines,. Son spectacle d'une heure et demie était principalement composé de chansons pop et de ballades d'Amarte es un placer et de ses débuts, ainsi que de medleys de boléros tirés des albums sur le thème de la romance. Lors de ses concerts à Monterrey, il a été rejoint par le groupe Mariachi 2000 de Cutberto Pérez et a interprété des reprises en direct de Mario de Jesús Báez (de), « Y » et de Rubén Fuentes (en), « La Bikina. Les spectacles comprenaient un grand écran en direct à l'arrière la scène et comportaient des feux d'artifice et des confettis.

## Accueil
Le rédacteur du Dallas Morning News, Mario Tarradell, a trouvé le spectacle de Miguel au Starplex Pavilion (en) de Dallas très décevant. Il a qualifié la performance de Miguel du premier pot-pourri de boléro de « précipitée et erratique » et a observé que l'artiste « a craché les paroles, en a avalé quelques-unes et a fait preuve d'une hyperactivité enfantine au milieu de ballades luxuriantes ». Tarradell a également fait remarquer que Miguel a eu un comportement bizarre pendant le concert, comme l'utilisation de notes aiguës sur des ballades de puissance — ce que Tarradell a jugé « totalement inutile » — et qu'il a été troublé par la décision de Miguel de faire une air guitar pendant que Bésame mucho était joué.
Parmi les prestations de Miguel à Los Angeles, Daniel Chang, rédacteur en chef de l'Orange County Register, a déclaré qu'il avait « livré un spectacle de grande classe, aussi amusant à regarder qu'à entendre ». Chang a noté que Miguel « dégage une énergie contagieuse à travers des expressions faciales dramatiques, des contorsions ressemblant à la position du fœtus et des explosions physiques au rythme de la musique » et a complimenté ses mouvements de danse et les décors visuels. Concernant son concert à Houston, Michael D. Clark du Houston Chronicle a déclaré que Miguel « a prouvé, une fois de plus, qu'il n'est pas nécessaire de changer de langue pour atteindre le public américain ». Il a observé que Miguel semblait « déterminé à équilibrer le positif et le négatif », contrairement à ses précédents concerts, qui étaient dominés par des ballades. Clark a été déçu que les boléros soient chantés dans des medleys qui ne permettent à aucun d'entre eux de se démarquer.
Jon Bream a commenté dans le Star Tribune que la présentation de Miguel à Minneapolis était « l'un des concerts les plus ambitieux jamais présentés au théâtre » et que le chanteur avait une « présence captivante », mais a ajouté que la musique de Miguel n'était « pas particulièrement distinctive ». Il a comparé les chansons uptempo de Miguel à Earth, Wind & Fire, mais sans la « sophistication rythmique et jazzy », a considéré ses ballades comme de la « pop conservatrice, baignant dans des cordes synthétisées avec des filigranes de cor de Chicago », et s'est senti déçu par le choix de Miguel d'interpréter ses boléros dans des medleys.
Le 24 octobre 2000, WEA a publié l'album live Vivo et la vidéo des concerts de Miguel à Monterrey. Perry Seibert, éditeur d'AllMusic, a attribué deux étoiles sur cinq à l'album vidéo et a critiqué son manque de sous-titres, de sous-titres codés et de matériel supplémentaire, mais a déclaré qu'il ne devait pas « dissuader les fans de musique latino de regarder ce DVD divertissant de Warner Bros ».

## Diffusions et enregistrements

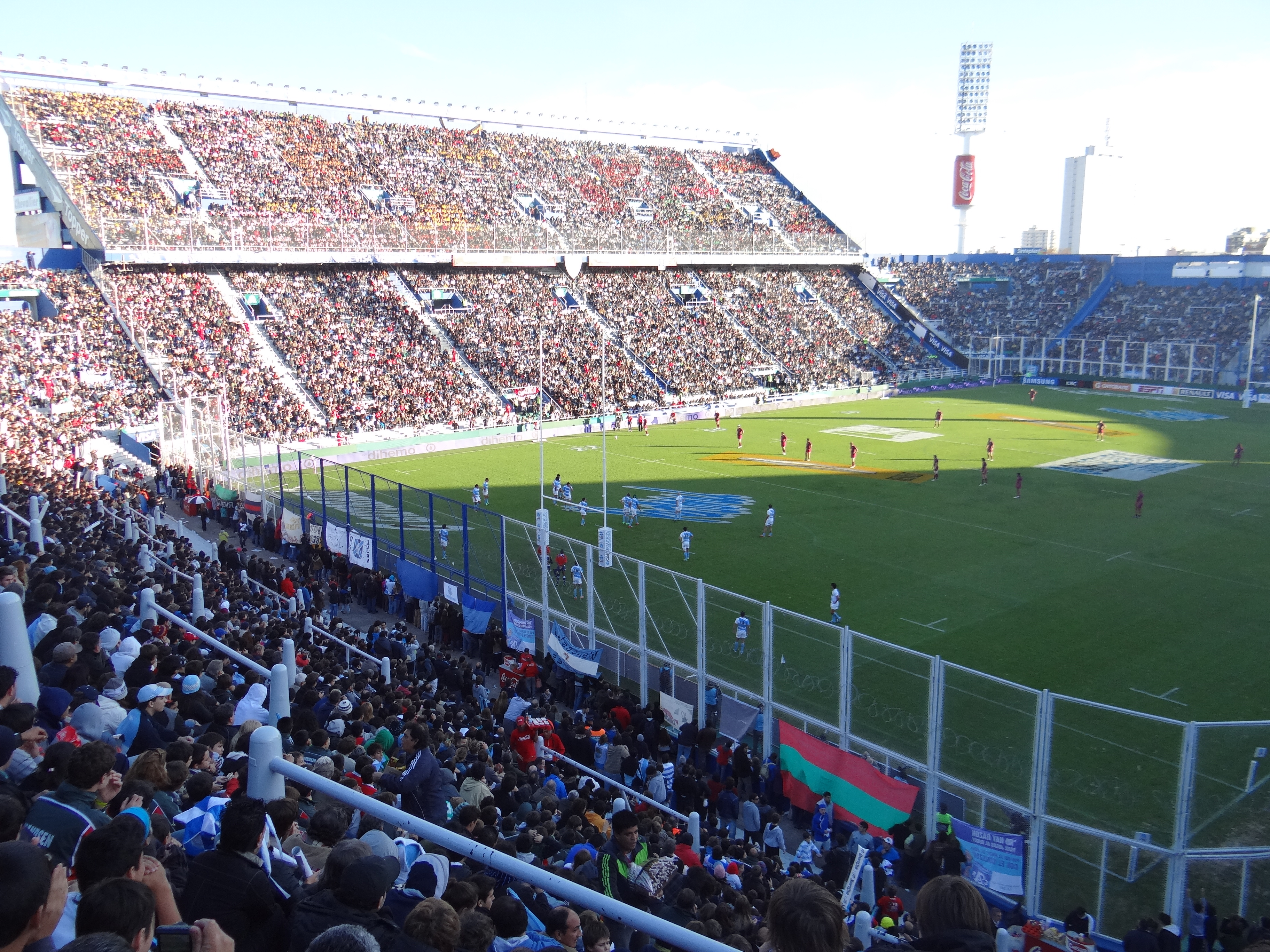
Luis Miguel a présenté trois spectacles à guichets fermés au stade José Amalfitani, rassemblant un total de 150000 spectateurs.

Un CD et un DVD de la tournée ont été lancés, intitulés Vivo, le CD est sorti le 3 octobre 2000, tandis que l'album vidéo est sorti le 24 octobre. Il a été filmé à la salle de concert Auditorio Coca-Cola de Monterrey, au Mexique, où Miguel s'est produit du 13 au 17 avril 2000, dans le cadre de la deuxième partie de sa tournée. Vivo est le premier album live en langue espagnole à être publié aux formats NTSC, PAL et DVD. La version audio a été produite par Miguel, tandis que David Mallet a réalisé l'album vidéo. Les interprétations de Miguel de « Y » et La Bikina, qu'il a spécialement interprétées lors des concerts au Mexique où il a été rejoint par le groupe Mariachi 2000 de Cutberto Pérez, ont été mises à disposition en tant que singles pour l'album,.
Miguel a reçu plusieurs récompenses, dont une nomination aux Grammy pour le meilleur album de pop latine et une nomination aux Grammy pour le meilleur album vocal de pop masculine. Sur le plan commercial, l'album a atteint la deuxième place du classement des albums en Espagne et au classement du Billboard Top Latin Albums aux États-Unis,. Il a également atteint la tête du classement des albums en Argentine et a été certifié double platine et triple platine en Espagne.

## Personnel
Personnel adapté d'Allmusic et selon le générique de fin du DVD Vivo,.

### Crédits orchestre
- Luis Miguel - chant
- Francisco Loyo - Piano, claviers
- Victor Loyo - Batterie
- Gerardo Carrillo - Basse
- Todd Robinson - guitare acoustique, guitare électrique
- Tommy Aros - Percussion
- Arturo Pérez - clavier
- Francisco Abonce - trompette
- Juan Arpero - trompette
- Alex Carballo - Trombone
- Jeff Nathanson - Saxophone
- Julie Bond - chœurs
- Naja Barnes - chœurs
- Carmel Cooper - chœurs

### Crédits Mariachi 2000
- Cutberto Pérez - directeur, trompette
- Juan Guzmán Acevedo - trompette
- Juan Carlos Navarro - guitare
- Miguel Darío González  - guitarrón
- Juan Carlos Girón - vihuela
- Hugo Santiago Ramírez - violon
- Mauricio Ramos - violon
- Pedro García - violon
- José Ignacio Vázquez - violon
- Petronilo Godinez - violon
- Benjamín Rosas - violon
- José Eloy Guerrero - violon
- Julio de Santiago - violon